# ループ7回目の悪役令嬢は、元敵国で自由気ままな花嫁生活を満喫する
『ループ7回目の悪役令嬢は、元敵国で自由気ままな花嫁生活を満喫する』（ループななかいめのあくやくれいじょうは もとてきこくでじゆうきままなはなよめせいかつをまんきつする）は、雨川透子による日本のライトノベル。略称は「ルプなな」。小説投稿サイト「小説家になろう」にて2020年2月から連載中で、書籍版がオーバーラップノベルスf（オーバーラップ）より同年10月から刊行されている。「次にくるライトノベル大賞2021」では総合部門とWEB発単行本部門で共に1位を獲得している。『このライトノベルがすごい！』単行本・ノベルス部門では2024年版で5位、2025年版で7位を獲得している。2024年10月時点で電子版を含めたシリーズ累計部数は180万部を突破している。
メディアミックスとして、木乃ひのきによるコミカライズ版が2020年12月からウェブコミック配信サイトのコミックガルド（同社）にて連載開始となり、アプリ版のコミックガルド＋（同社）のリリース後はそちらで最新話を掲載している。また、2024年1月から3月までテレビアニメが放送された。

## あらすじ
15歳のある日、公爵令嬢リーシェ・イルムガルド・ヴェルツナーは婚約者である王太子から婚約破棄を宣告されるが、リーシェはあっさりと受け入れ、その場を後にする。実はリーシェにとってこのシーンは7回目のことだった。婚約破棄を告げられ国外追放、家族とも縁を切られたリーシェは様々な人生を送り、20歳の時に何かしらの原因で死亡してはこの婚約破棄の場面に戻ってきていた。
7回目となった今世も最早お馴染みとなった宣告を受け、家財道具を回収すべく屋敷に戻ろうとし、思いつきで今までと別のルートを通ったところ、ある人物にぶつかってしまう。その人物とは、今までの人生全ての死因に関わっている戦争を起こした張本人であり、前回の人生でリーシェを直接殺害した元敵国ガルクハインの皇太子・アルノルト・ハインだった。
リーシェは挨拶をして切り抜けその場を離れたものの、その対応で時間がかかってしまったため、屋敷に着いたときには王太子が婚約破棄を通達するため既に到着してしまっていた。
家財道具の回収に失敗し、1度目と同じく着の身着のままで屋敷を出ることを覚悟したところ、屋敷にまで追ってきたアルノルトがリーシェに対して求婚を申し出る。戸惑うリーシェだったが、5年後に他国に侵略戦争を仕掛けたアルノルトの真意は6回の人生でも分かっていなかったこと、これまでの6回の人生は充実こそしていたが忙しいままだったことから、アルノルトの傍にいることでその原因を知りたいという思い、それ以上に今回のループこそ5年後も生き延びて何もせずぐうたらしたいとの思いから求婚を受け入れ、婚約者としてアルノルトと一緒に暮らすことにしたのだった。

## 登場人物
年齢は物語開始時（ループ開始時）のもの。
声の項はテレビアニメ版の声優。

### ガルクハイン国
リーシェ・イルムガルド・ヴェルツナー
声 - 長谷川育美
本作の主人公。15歳。7月30日生まれ。珊瑚色のロングヘアに淡いエメラルド色の瞳。身長は160 - 164センチ程度。王族に連なる公爵家の令嬢でエルミティ国王太子の元婚約者。婚約破棄のあとループごとに違った人生を送っては20歳の時に戦争に巻き込まれて死亡し、婚約破棄の場面に戻るというループを繰り返しており、今世は7回目のループに当たる。
1回目の人生の際に商人を経験して以降、ループごとに薬師・錬金術師・侍女・狩人・男装騎士としての人生を送っており、それぞれの人生で豊富な知識と技術を培い、また2階から躊躇なく飛び降りる度胸も持ち合わせている。しかし、技術や記憶はループしても引き継いでいるものの体力や筋力は15歳の公爵令嬢としてのものに戻るため、資質が伴っていないにも関わらず、以前の感覚で行動しそれが裏目に出てしまうこともある。
料理は以前の人生でも特にこだわっていなかったため苦手で、お化けも苦手。酒には非常に強く、アリア商会の商人たちと飲み比べをしても全く酔い潰れず、特に7回目においては逆に商人たちを全員酔い潰している。
どの人生も充実したものではあったが忙しいまま死亡を迎えていたことから、今回こそ20歳を超えて生き延びること、その後の人生を気ままに生きたいと願い、アルノルトからの求婚を受諾。そして5年後の自身の死因でもあるアルノルトが自身に求婚した真意を探りつつ、長生きしてごろごろするための環境を作るために行動する。
リーシェのキャラクター像は努力が実らずに心が折れてしまう場面でも明るく楽しんでいるヒロインにしたいという著者・雨川透子の考えから生まれている。
『このライトノベルがすごい！』女性キャラクター部門では2024年版で7位、2025年版で9位を獲得している。
アルノルト・ハイン
声 - 島﨑信長
19歳。12月28日生まれ。黒髪に青い瞳。冷たい顔と評されるとんでもない美形。身長は182 - 185センチ程度。エルミティ国の元敵国であるガルクハイン国の皇太子。頭が切れ、軍略的な才能もある。通常この世界の貴族はミドルネームとして祝福名を持つが、アルノルトはミドルネームを持たない。
過去のループでは、5年後は父を殺害し自らが皇帝となって周辺諸国への侵略戦争を仕掛けている。その戦乱やそれに伴って発生した疫病などがいずれもリーシェの死因となっており、特に6回目は男装騎士としてアルノルトと戦ったリーシェを直接殺害している。
周囲には「当分は結婚するつもりはない」と言っていたが、リーシェの７回目の人生におけるディートリヒ主催の夜会においてリーシェと遭遇、2階から飛び降りて受け身を取る、という令嬢らしからぬ身のこなしを見せたリーシェに興味を持ち、リーシェの屋敷まで追いかけて彼女に求婚を申し込む。その理由も、皇帝である父から言われていた「他国を従わせるためにその国の王族と結婚する」ためではなく、あくまで自分の意思で婚約者に選んだとしている。その後も、リーシェが自身の予想の上を行く行動を取ることに驚かされはするものの、基本的にはリーシェを大切にしつつ時折からかうような言動も見せる。
「冷たい顔」と評されるが決して冷酷な性格という訳ではなく、騎士の性格や事情を把握し気遣うなど、面倒見の良い面もある。テオドールに対しては基本的に関わらないようにして冷たく突き放しているが、「命を捨てるような真似はするな」と言ったりテオドールが死にかけると助けたりと、嫌いなわけではなくむしろ大切に思っている。しかし、自ら悪評を流したり嫌われそうな言動をしたり、リーシェに「花嫁になる決意などしなくていい」と突き放すなど、何らかの目的で自分の評判を自ら悪くしている。
左の首筋から肩口にかけて何度も刃物で斬られた古傷が存在し、皮膚がひきつれることでわずかに動きが鈍い部分がある。この傷の存在を知る人間はごく一部で、自力で気づいたのは6回目の騎士としての人生経験によって動きの鈍さに気づいたリーシェのみ。弟のテオドールは最初存在を知らなかったが、誘拐騒動の際アルノルトがリーシェに上着をかぶせるため目の前で脱いだことで知った。
著者によればアルノルトのコンセプトは「ラスボス」だという。リーシェにとってアルノルトは最終関門であり、アルノルトの考え方を変えなければリーシェの思う通りにはならないという対比や対立の存在であるとしている。
テオドール・オーギュスト・ハイン
声 - 伊瀬茉莉也
15歳。3月29日生まれ。アルノルトの弟で第二皇太子。兄と同じ黒髪・青い瞳だがふわふわと跳ねた癖毛。同じ城で暮らしていながらアルノルトとは滅多に顔を合わせず、リーシェはアルノルトから「相手をするな」と言われている。
何故かリーシェの畑の中で寝ているところを発見され、リーシェと接触する。この時、畑の土を寝心地で評価する変わった言動を見せた。
その後、アルノルトを偽って手紙でリーシェを呼び出して「アルノルトに殺される」と忠告のようなものを語るがリーシェに一蹴される。
更にその後過労で倒れたリーシェを、エルゼを使って誘拐する騒動を起こすが、騎士の戦闘力や侍女でのピッキングなど高い能力を持つリーシェに自ら脱走され失敗。
実はアルノルトが何らかの目的のために自ら消えようとしていることに気づいており、リーシェの誘拐などの問題を起こして皇位継承権を放棄し、アルノルトが皇帝にならざるを得ないように行動していた。最終的にリーシェの仲介によりアルノルトと和解し、リーシェの行動に協力する旨を手紙で綴った。
オリヴァー・ラウレンツ・フリートハイム
声 - 土岐隼一
26歳。アルノルトの従者。アルノルトほどではないが美形。以前は騎士候補生だったが負傷で騎士を目指せなくなったところをアルノルトに拾われた。リーシェを除いてはアルノルトにはっきりと進言が出来る唯一の存在。
皇帝ではなくアルノルトに仕える身として、二人きりの時はアルノルトのことを「我が君」と呼んでいるが、アルノルトには気色悪いから止めろと言われている。
ケイン・タリー
声 - 立花慎之介
26歳。新興の商会であるアリア商会の会長。1回目の人生で家を追い出されたリーシェが途方に暮れていたところを拾い、自身の部下とした。有能な商人ではあるが、酒と女にだらしない性格。「アリア商会」の名は病弱な自身の妹から採られている。
過去のループでは、5年後はアリア商会を世界最大規模の商会へと成長させている。そのため、2回目では真っ先に接触を試みて失敗し、7回目の今世でも伝手を作ろうとリーシェが接触を試みた。
心の奥底では貧乏な人はどうでもいい、と見下しており、妹のアリアの病気を治療する薬を提示したリーシェに諭されて反省、片膝をつく臣下のような態度をとってリーシェとの取引を承諾した。
エルゼ
声 - 津田美波
15歳。リーシェの侍女。淡い金髪。表情の変化は乏しいが、可愛いものが好き。貧民街の出身で、リーシェが離宮で暮らすために雇われた新人侍女のひとり。カミルとは幼馴染みの関係。
後に貧民街の援助の件でテオドールに命令され、リーシェを誘拐する（ただしリーシェはテオドールの命令であることに気づいており、わざと自ら誘拐されに行くような形となった）。
ディアナ
声 - 清水彩香
17歳。エルゼの先輩侍女。赤髪。商家の生まれだが家が没落したため侍女として働いている。当初は動きの悪いエルゼら新人侍女をいじめるような態度だったが、これは新人達が自分より仕事の覚えが悪いことに苛立ってのものであった。
実際には、自分だけ文字が読み書きできるがゆえに仕事内容をメモすることで他より早く仕事を覚えており、新人たちは読み書きすらできないため覚えが悪いのだが、そのことには気づいていない。
侍女の選定の際リーシェにその点を指摘され、ようやく自分の教育に問題があったことを自覚。その後リーシェの計らいで新人侍女の教育係を任されてからは、真面目に働くようになりエルゼとも仲良くなる。
カミル
声 - 濱野大輝
アルノルトの近衛騎士で、リーシェの護衛も担当。エルゼと同じく貧民街の出身。
ガルクハインに向かう途中で盗賊に襲われ毒に冒された際に、リーシェから解毒剤を飲むか我慢するかという脅迫まがいの選択を突きつけられた。
後に貧民街の援助の件でテオドールに命令され、リーシェを誘拐する（ただしリーシェはテオドールの命令であることに気づいており、わざと自ら誘拐されに行くような形となった）。
ルドガー・ラルス・ローヴァイン
声 - 井上和彦
30代後半。ガルクハイン国の最北端にある土地を治める辺境伯。少し長めの灰色の髪に灰色の瞳。武人としての威厳と穏やかな雰囲気を併せ持ち、多くの領民から慕われている。かつての戦争で息子が戦死しており、そのために騎士には国のために命を捨てるのではなく最後まで生き残って欲しいと考えている。
過去のループでは、侵略戦争を進めようとした皇帝アルノルトを諫める発言をし、惨殺されている。
フリッツ・ノーランド
声 - 大野智敬
騎士候補生。栗色の短髪にアーモンドのような形の目。ガルクハイン国の北にある港町シウテナの出身。男装して騎士候補生の訓練に潜り込んだリーシェと仲良くなる。かつての戦争でシウテナを守るため戦ったアルノルトを間近に見ており、その強さに憧れている。

### エルミティ国
ディートリヒ
声 - 岡本信彦
エルミティ国の王太子で、リーシェの元婚約者。マリーを新たな婚約者とするため、夜会の場で様々な濡れ衣をリーシェに着せて婚約破棄を宣告した。調子に乗りやすい性格で、過去のループではリーシェとの婚約破棄の1年後に臣下に唆される形でクーデターを企図したが失敗し、幽閉されている。
リーシェは元々王太子の婚約者となるべく教育を受けてきたため何も知らなかった1回目の人生では婚約破棄と濡れ衣にショックを受けていたが、外の世界を知った2回目以降はもはや眼中に無く、婚約破棄をあっさり受け入れられ肩透かしを食らう道化と化している。特に7回目では庶民の前でリーシェに「あなたは必要ない」と言われ、笑いものにされてしまう。
マリー
声 - 近藤唯
ディートリヒの婚約者。貧しい家の出身で、弟たちを養うためにディートリヒの婚約者となる。リーシェにとっては本来であれば婚約者を奪った相手だが、過去のループでその理由を知っていたリーシェはマリーを恨むどころかマリーの将来を案じて忠告を残した。その後も関係は続いているようで、リーシェとは時折文通をしている。

### コヨル国
カイル・モーガン・クレヴァリー
声 - 福原かつみ
18歳。コヨル国の第一王子。銀色の短髪に薄い水色の瞳。生真面目で責任感の強い性格。持病を抱えており、リーシェの治療を受けなかったループに於いて5年後は病床から起き上がれないほどに悪化している。
過去のループではリーシェと複数の接点があり、1回目の人生ではタリー会長の客として、2回目の人生では患者として、3回目の人生では師事していたミシェルが仕える主君として交流があった。
ミシェル・エヴァン
声 - 小野大輔
20代半ばから後半のような外見だが、本人が年齢を覚えておらず年齢不詳。コヨル国に仕える学者だが、正確には錬金術師。肩まである金髪に菫色の瞳。身分が上の人物に対して躊躇なく「実験」しようとしたりと、常識知らずの一面がある。香り煙草を愛飲しており常に甘い香りを漂わせている。
母親はミシェルの出産と同時に死亡しており、そのことで父親から冷遇されていた。そのため「自分は人を不幸にするために生きている」と考えている。また、「全てのものは自らの役割を全うするべき」という持論も持っているため、発明を死蔵されることを嫌い、人に危害を加える発明も躊躇いなく活用している。
3回目の人生ではリーシェが教えを受けておりリーシェからは「先生」と呼ばれていたが、後に毒をもつ薬品に対する考え方の違いから別離している。
7回目においては自身が開発した火薬（黒色火薬）を兵器としてアルノルトに披露しようと、町中に爆弾として仕掛けるが、リーシェによって花火とすり替えられ失敗、また火薬には人を不幸にするものとは別の使い方があると諭され、考え方を変えた。

### ドマナ聖王国
ミリア・クラリッサ・ジョーナル
10歳。ジョーナル公爵家の令嬢。豊かなウェーブのかかった淡い紫色の髪に蜂蜜色のぱっちりした瞳。お転婆でわがままな性格。クルシェード教の祭典で巫女姫の代理を務めるために大神殿に向かう道中でリーシェ一行と出会う。
過去のリーシェが侍女として仕えたループでは公爵家の令嬢としてミリアの世話役を任され、ミリアには姉同然に慕われていた。癇癪をおこして自室に鍵をかけて引きこもることがあり、リーシェのピッキング技術はこの時に培ったものである。
ミリアの婚約の儀を行っていた教会にガルクハイン軍が攻め入り、リーシェはミリアを逃がして死亡した。
レオ・フィリップス
11歳。ジョーナル家の小間使い。茶髪に苺色の瞳。シュナイダーが運営する孤児院の出身で、つっけんどんだが面倒見のいい性格。令嬢らしからぬ行動を見せるリーシェを皇太子妃の身代わりと思い込む。
過去のループでは、前の雇い主に酷い折檻をされ逃げ出したところを後にリーシェが騎士として入団する国の国王に拾われ、騎士団でリーシェと知り合う。その際は11歳の時よりも棘のある性格だった。
クリストフ・ユストゥス・トラウゴット・シュナイダー
30代半ば。クルシェード教の大司教の補佐。高身長だが痩身。リーシェに対して「アルノルトと結婚してはならない」と進言する。
ヨーゼフ・エーレンフリート・ジョーナル
40代。ドマナ聖王国の公爵でミリアの養父。金髪を後ろに撫で付け、口髭を生やしている。わがままなミリアに手を焼きながらも愛情を注いで育てている。
過去のループではリーシェが侍女として仕えた主人で、何らかの事情により身体に麻痺の症状を抱えていた。

### レンファ国
ハクレイ
名前のみの登場。女性。リーシェの2回目の人生における薬学の師匠で、リーシェからは「師匠」と呼ばれる。

## 既刊一覧

### 小説
- 雨川透子（著）・八美☆わん（イラスト） 『ループ7回目の悪役令嬢は、元敵国で自由気ままな花嫁生活を満喫する』 オーバーラップ〈オーバーラップノベルスf〉、既刊6巻（2023年12月25日現在）
  1. 2020年10月25日初版第一刷発行（同日発売[32]）、ISBN 978-4-86554-767-2
  2. 2021年2月25日初版第一刷発行（同日発売[33]）、ISBN 978-4-86554-852-5
  3. 2021年6月25日初版第一刷発行（同日発売[34]）、ISBN 978-4-86554-944-7
  4. 2021年11月25日初版第一刷発行（同日発売[35]）、ISBN 978-4-8240-0029-3
  5. 2023年8月25日初版第一刷発行（同日発売[36]）、ISBN 978-4-8240-0218-1
  6. 2023年12月25日初版第一刷発行（同日発売[37]）、ISBN 978-4-8240-0690-5

### 漫画
- 木乃ひのき（漫画）・雨川透子（原作）・八美☆わん（原作イラスト） 『ループ7回目の悪役令嬢は、元敵国で自由気ままな花嫁生活を満喫する』 オーバーラップ〈ガルドコミックス〉、既刊7巻（2024年10月25日現在）
  1. 2021年6月25日初版第1刷発行（同日発売[38][39]）、ISBN 978-4-86554-952-2
  2. 2021年11月25日初版第1刷発行（同日発売[40]）、ISBN 978-4-8240-0036-1
  3. 2022年6月25日初版第1刷発行（同日発売[41]）、ISBN 978-4-8240-0224-2
  4. 2023年2月25日初版第1刷発行（同日発売[42]）、ISBN 978-4-8240-0431-4
  5. 2023年8月25日初版第1刷発行（同日発売[43]）、ISBN 978-4-8240-0599-1
  6. 2024年2月25日初版第1刷発行（同日発売[44]）、ISBN 978-4-8240-0751-3
  7. 2024年10月25日初版第1刷発行（同日発売[45]）、ISBN 978-4-8240-0984-5

## テレビアニメ
2023年8月にテレビアニメ化が発表され、2024年1月から3月までAT-Xほかにて放送された。

### スタッフ
- 原作 - 雨川透子[9]
- 監督 - いわたかずや[9]
- シリーズ構成 - 待田堂子[9]
- キャラクターデザイン - 大貫健一[9]
- サブキャラクターデザイン - 吉田和香子、田中穣、芝田千紗
- ドレスデザイン - 長森佳容[9]
- プロップデザイン - 杉村友和[9]
- メインアニメーター - 井上英紀、今西亨
- 色彩設計 - 中村千穂[9]
- 美術監督 - 小木曽宜久[9]
- 美術設定 - 滝沢麻菜美、伊良波理沙、多田周平
- 美術ボード - 金井眞悟[9]
- 背景美術 - 草薙[9]
- 3DCGディレクター - 広沢範光[9]
- 撮影監督 - 魚山真志[9]
- 編集 - 新居和弘[9]
- 音響監督 - 森下広人[9]
- 音響効果 - 八十正太[9]
- 音響制作 - ダックスプロダクション[9]
- 音楽 - 宝野聡史、葛西竜之介
- 音楽制作 - ポニーキャニオン[9]
- 音楽制作協力 - アップドリーム[9]
- 音楽プロデューサー - 井上弘美、山田公平
- チーフプロデューサー - 上間康弘
- プロデューサー - 曽山貴史、臼井久人、羅明旭、松﨑友貴、鹿志村絵美、西前朱加、井上弘美
- アニメーションプロデューサー - 八田正宜
- アニメーション制作 - スタジオKAI×HORNETS[9]
- 製作 - ループ7回目製作委員会（オーバーラップ、クランチロール、MUSE、ドコモ・アニメストア、MAGNET、AT-X、ポニーキャニオン）

### 主題歌
「Another Birthday」
土岐隼一によるオープニングテーマ。作詞はRUCCA、作曲はmido (HANO)と廣澤優也 (HANO)、編曲は廣澤優也 (HANO)。
「消えない」
THE BINARYによるエンディングテーマ。作詞は新田目駿 (HANO)、作曲はmido、編曲は廣澤優也 (HANO)。

### 各話リスト
| 話数       | サブタイトル                                                              | シナリオ | 絵コンテ              | 演出                  | 作画監督                                                     | 総作画監督            | 初放送日      |
| ---------- | ------------------------------------------------------------------------- | -------- | --------------------- | --------------------- | ------------------------------------------------------------ | --------------------- | ------------- |
| episode.1  | 私を殺した婚約者 Return of the crown prince                               | 待田堂子 | いわたかずや          | 所俊克                | 泉坂つかさ                                                   | 今西亨 井上英紀       | 2024年 1月7日 |
| episode.2  | 金色に染まる皇都 Survive to live a lazy life!                             | 待田堂子 | いわたかずや 大原実   | 吉川志我津            | 芝田千紗 斉藤準一 泉坂つかさ                                 | 吉田和香子            | 1月14日       |
| episode.3  | 薄衣越しの剣舞 An old horse won't forget the way.                         | 待田堂子 | 境宗久                | 境宗久                | 時永宜幸 志水よし子 阿形大輔 近藤優次 松本朋之               | 田中穣                | 1月21日       |
| episode.4  | 曲者は隠し味に When your boss is too smart.                               | 武井風太 | 高橋幸雄              | 高橋幸雄              | 芝田千紗 泉坂つかさ 熊田明子                                 | 吉田和香子            | 1月28日       |
| episode.5  | もうひとつの商い First-class merchants can choose their customers, but... | 武井風太 | 杉島邦久              | 斉藤秀二              | 志水よし子 阿形大輔 塩澤枢 武内啓 田中穣                     | 長森佳容              | 2月4日        |
| episode.6  | 世界にたったひとりの The darkest hour is just before the dawn.            | 武井風太 | 梅本唯                | 吉川志我津 田中貴大   | 芝田千紗 泉坂つかさ 吉田翔太 小泉洋                          | 熊田明子              | 2月11日       |
| episode.7  | 鼓動刻む子守唄 Lullaby and good night, You're your mother's delight.      | 根元歳三 | 杉島邦久              | 福島利規 いわたかずや | 西村千春 尾鼻亮太 Revival 光の園・アニメーション             | 長森佳容              | 2月18日       |
| episode.8  | 海色の彼方 Like an ice made of the crystal clear sea of cold countries    | 根元歳三 | 高橋幸雄              | 高橋幸雄              | 時永宜幸 志水よし子 松下純子 塩澤枢 阿形大輔 佐藤このみ 龍光 | 長森佳容              | 2月25日       |
| episode.9  | 北からの来訪者 It smelled sweet like flowers.                             | 根元歳三 | 杉島邦久              | 吉川志我津            | 芝田千紗 熊田明子 高市彩加 鈴木光                            | 吉田和香子 泉坂つかさ | 3月3日        |
| episode.10 | 香り煙草に火がともる The only neat thing to do                            | 待田堂子 | 吉川博明              | 梅本駿平              | 時永宜幸 志水よし子 西村千春 阿形大輔 龍光 Triple A Revival  | 田中穣 長森佳容       | 3月10日       |
| episode.11 | 雪花の決意 War torches or firefly lights?                                 | 待田堂子 | いわたかずや 西田正義 | 斉藤秀二              | 芝田千紗 武内啓 時永宜幸 村田憲泰 西村千春 龍光              | 田中穣 長森佳容       | 3月17日       |
| episode.12 | いちばん美しいもの I'll go with you again and again, the way you live.    | 待田堂子 | 杉島邦久              | 高橋幸雄              | 芝田千紗 泉坂つかさ 松井京介 はるかまこと 高市彩加           | 今西亨 井上英紀       | 3月24日       |

### 放送局
| 放送期間               | 放送時間                     | 放送局     | 対象地域 | 備考                                            |
| ---------------------- | ---------------------------- | ---------- | -------- | ----------------------------------------------- |
| 2024年1月7日 - 3月24日 | 日曜 23:00 - 23:30           | AT-X       | 日本全域 | 製作参加 / CS放送 / 字幕放送 / リピート放送あり |
| 2024年1月8日 - 3月25日 | 月曜 0:00 - 0:30（日曜深夜） | TOKYO MX   | 東京都   |                                                 |
|                        | 月曜 0:30 - 1:00（日曜深夜） | BS11       | 日本全域 | BS放送 / 『ANIME+』枠                           |
| 2024年4月7日 - 6月23日 | 日曜 23:30 - 0:00            | サンテレビ | 兵庫県   | 日曜深夜枠                                      |

| 配信開始日    | 配信時間        | 配信サイト |
| ------------- | --------------- | --- |
| 2024年1月7日  | 日曜 23:30 更新 | dアニメストア U-NEXT アニメ放題 |
| 2024年1月12日 | 金曜 23:30 更新 | ABEMA DMM TV FOD Hulu J:COM STREAM Lemino milplus見放題パックプライム Netflix Amazon Prime Video TELASA auスマートパスプレミアム ニコニコチャンネル バンダイチャンネル |
|               |                 | HAPPY!動画 クランクイン!ビデオ |

### BD
| 巻 | 発売日        | 収録話         | 規格品番  |
| -- | ------------- | -------------- | --------- |
| 上 | 2024年4月24日 | 第1話 - 第6話  | OVXN-0065 |
| 下 | 2024年6月26日 | 第7話 - 第12話 | OVXN-0066 |